# Siø
Siø là 1 đảo nhỏ của Đan Mạch, nằm ở giữa đảo Tåsinge và đảo Langeland. Đảo có diện tích là 1,3 km² và có 25 cư dân.
Về giao thông, có cầu Langeland nối với đảo Langeland và đường đê Siø nối với đảo Tåsinge.
54°57′15″B 10°41′30″Đ / 54,95417°B 10,69167°Đ